# Luigi Sartor
Luigi Sartor (* 30. Januar 1975 in Treviso) ist ein ehemaliger italienischer Fußballspieler.
In seiner Karriere gewann der Verteidiger unter anderem den UEFA-Pokal mit drei verschiedenen Mannschaften (Juventus Turin, Inter Mailand und AC Parma). Im Jahr 1996 wurde er mit der italienischen U-21 Nationalmannschaft Europameister zusammen mit Spielern wie Gianluigi Buffon, Fabio Cannavaro, Alessandro Nesta, Christian Panucci und Francesco Totti, in dieser Mannschaft war er in der Verteidigung Stammspieler. Sartor absolvierte auch zwei Partien für die A-Nationalmannschaft Italiens.

## Karriere
Luigi Sartor begann seine Profikarriere bei Juventus Turin, wo er 1992/93 den UEFA-Pokal gewann. Danach wurde er zuerst an den AC Reggiana ausgeliehen und danach an Vicenza Calcio verkauft. Im 1996 wurde er unter Cesare Maldini  mit Italien U-21-Europameister und 1997 gewann er die Coppa Italia mit Vicenza. Nach dem Pokaltriumph wechselt Sartor zu Inter Mailand, wo er 1997/98 erneut den UEFA-Pokal gewinnen konnte. Das Jahr 1998/99 war das erfolgreichste seiner Karriere, er gewann mit der AC Parma den UEFA-Cup, den italienischen Super Cup und den italienischen Pokal. Sein letzter Erfolg war der Gewinn der Coppa Italia, dem italienischen Pokal, 2002 mit Parma. Danach spielte er beim AS Rom, AC Ancona, CFC Genua, FC Sopron, Hellas Verona und Ternana Calcio, wo er seine Karriere beendete.

## Erfolge

### Im Verein
- UEFA-Pokal: 1992/93 (mit Juventus Turin); 1997/98 (mit Inter Mailand); 1998/99 (mit der AC Parma)
- Coppa Italia: 1996/97 (mit Vicenza Calcio); 1998/99, 2001/02 (mit der AC Parma)
- Italienischer Supercup: 1999 (mit der AC Parma)

### In der Nationalmannschaft
- U-21-Europameister: 1996